# Rulice
Rulice [pronunciación en polaco: /ruˈlitsɛ/] es un pueblo ubicado en el distrito administrativo de Gmina Bielawy, dentro del Distrito de Łowicz, Voivodato de Łódź, en Polonia central. Se encuentra aproximadamente a 4 kilómetros al sureste de Bielawy, a 17 kilómetros al oeste de Łowicz, y a 34 kilómetros al noreste de la capital regional Łódź.